# Джим Хог (окръг, Тексас)
Окръг Джим Хог (на английски: Jim Hogg County) е окръг в щата Тексас, Съединени американски щати. Площта му е 2942 km², а населението - 5281 души (2000). Административен център е населеното място Хебронвил.